# Oriana Fallaci
Oriana Fallaci (n. 29 iunie 1929, Florența, Italia – d. 15 septembrie 2006, Florența, Italia) a fost o jurnalistă și scriitoare italiană.
A devenit cunoscută prin numeroasele interviuri cu numeroase mari personalități politice din a doua jumătate a secolului XX.
Din prima sa călătorie în America (1956) a desenat materialul primei sale cărți, "The Seven Sins of Hollywood", unde povestește culisele vieții sociale de la Hollywood. Revenită din America, l-a cunoscut pe Alfredo Pieroni, colegul ei, care a devenit prima dragoste a Orianei.
Lucrarea "Interview with History" ("Interviu cu istoria") conține interviuri acordate de: Indira Gandhi, Golda Meir, Yasser Arafat, Zulfikar Ali Bhutto, Willy Brandt, Mohammad Reza Pahlavi, Henry Kissinger, Nguyen Van Thieu, Vo Nguyen Giap, Deng Xiaoping, Lech Wałęsa, Muammar Gaddafi.
După retragerea din activitate, s-a remarcat atenției publice printr-o serie de articole și cărți care criticau islamul.
Ca recunoaștere a valorii activității sale, a fost decorată cu mai multe premii și distincții ca:
- 1967 și 1971: Premiul St. Vincent pentru jurnalism;
- 1970: Premiul Bancarella;
- 2005: Premiul Annie Taylor;
- 2005: Medalia de Aur pentru contribuții culturale, din partea președintelui italian Carlo Azeglio Ciampi.